# Смецька Олександра Мойсеївна
Олександра Мойсеївна Смецька (17 листопада 1914, Верхній Салтів — 6 січня 1996) — радянська українська учена-правознавиця, спеціалістка в області цивільного процесу. Кандидат юридичних наук (1968). З 1949 по 1983 рік працювала в Харківському юридичному інституті, де з 1971 року була доцентом кафедри цивільного процесу. Науковий керівник Бориса Юркова.

## Життєпис
Олександра Смецька народилася 17 листопада 1914 року в селі Верхній Салтів, яке нині входить до складу Харківської області України. Вищу освіту здобула в Харківському юридичному інституті, який з відзнакою закінчила в 1941 році. Потім і до кінця Німецько-радянської війни працювала в народних судах Запоріжжя і Харкова. Після закінчення війни вона вступила до аспірантури альма-матер, де навчалася до 1949 року.
Закінчивши аспірантуру, Олександра Мойсеївна почала працювати на об'єднаній кафедрі цивільного права та цивільного процесу, де спочатку була асистентом, а потім старшим викладачем і виконуючою обов'язки доцента. У 1968 році в своєму інституті Олександра Смецька захистила дисертацію на здобуття вченого ступеня кандидата юридичних наук за темою «Виконання судових постанов шляхом звернення стягнення на майно громадян та на заробітну плату» (рос. «Выполнение судебных постановлений путем обращения взыскания на имущество граждан и на заработную плату»). Її офіційними опонентами на захисті цієї роботи стали професор Н. О. Чечіна і доцент А. А. Сергієнко.
Після розділення об'єднаної кафедри на кафедру цивільного права і кафедру цивільного процесу, Смецька почала працювати на останній, де в 1971 році обійняла посаду доцента. У 1974 році під її науковим керівництвом захистив свою кандидатську дисертацію за темою «Процесуальні гарантії прав громадян при розгляді та вирішенні судом скарг на дії адміністративних органів» майбутній професор Борис Юрков. Працюючи на кафедрі цивільного процесу, разом з іншими її членами брала участь у написанні підручника «Радянський цивільний процес». Видання стало першим підручником написаним членами цієї кафедри та вийшло у світ в 1982 році. У 1983 році пішла з посади доцента кафедри.
Колеги по кафедрі характеризували її як скромну, доброзичливу і порядну людину, а також називали її «педагогом „від Бога“», яка давала студентам глибокі наукові знання і прищеплювала відповідальність і відданість юридичній професії. Професор Володимир Сташис і голова Вищого спеціалізованого суду України з розгляду кримінальних і цивільних справ Леонід Фесенко називали Олександру Смецьку відомим вченим.
Олександра Мойсеївна померла 6 січня 1996 року.